# Мод Гонн

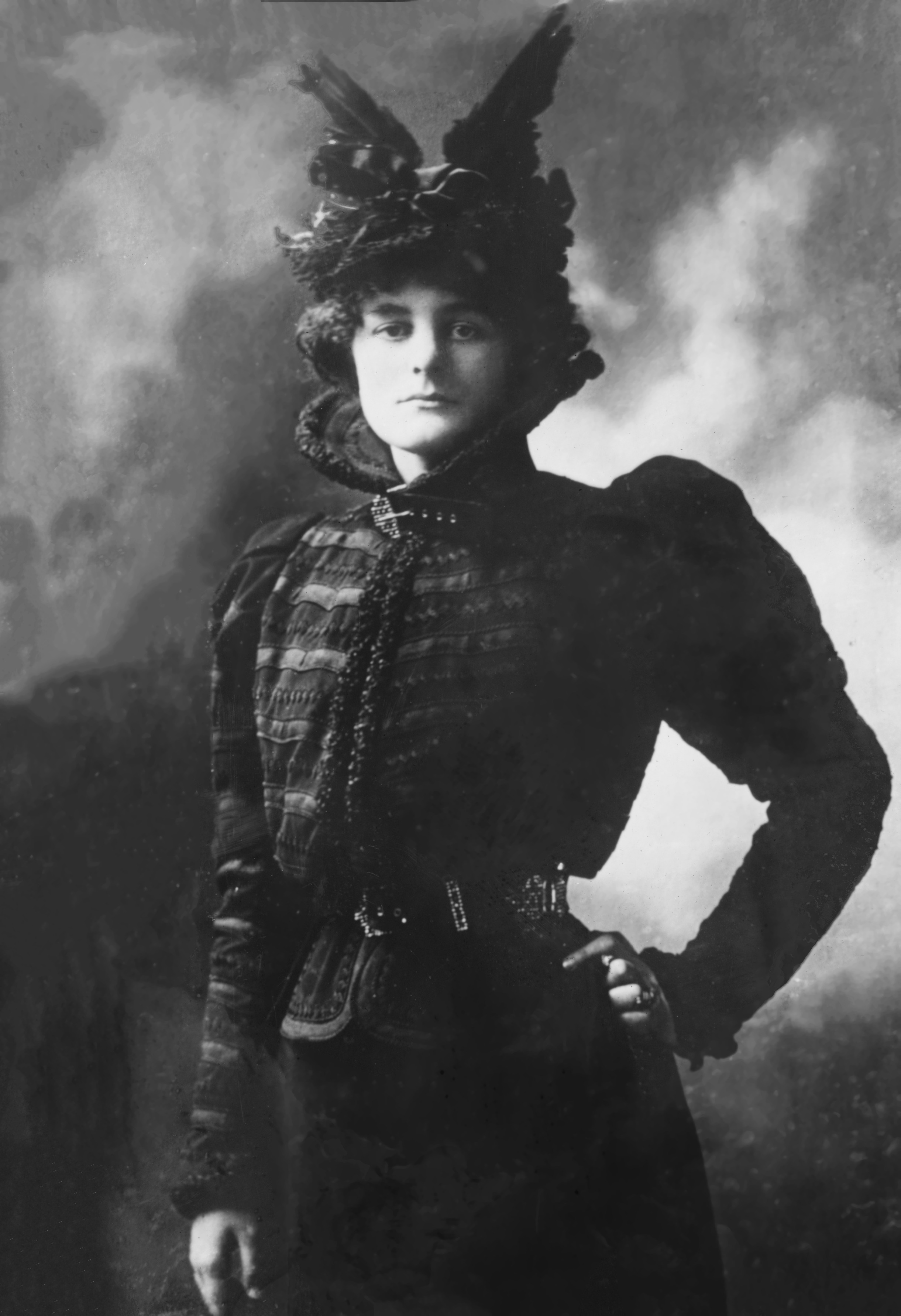
Мод Гонн мак Брайд.

Мод Гонн (ірл. Maud Nic Ghoinn Bean Mac Giolla Bhríghde, англ. Maud Gonne MacBride) (1866—1953) — борчиня-революціонерка за незалежність Ірландії, феміністка, акторка й театральна діячка, поетка, драматургиня. 
Подруга і муза поета В. Б. Єйтса.

## Життєпис
Народилася в Тонгам (ірл. Tongham) поблизу Фарнхам (ірл. Farnham) старшою донькою в сім'ї офіцера британської армії ірландського походження Томаса Гонна (1835—1886), чиї предки родом з Кейтнесса в Шотландії, і Едіт Фріт Гонн, уродженої Кук (1844—1871). Після смерті матері, коли Мод була ще дитиною, батько відправив її до школи-інтернату у Франції для здобуття освіти.
У 1882 році батька Мод відправили у Дублін. Гонн приїхала до батька і залишалась біля нього до його смерті. Потім повернулася до Франції, де зустріла правого політика Люсьєна Мілловоя. Між 1893 і 1895 роками Гонн народила від Міллвоя двох дітей (Жоржа і Ізольду (1894), вижила тільки донька), після чого повернулася до Ірландії.
У 1889 році вперше зустрілася з ірландським поетом Вільямом Батлером Йейтсом, що закохався в неї. У 1890 році Гонн повернулася до Франції, де ще раз зустрілася Мілловоєм. Мала короткий роман з поетом Езра Паундом. У 26 років одружился з письменником Френсісом Стюартом. У 1899 році завершила стосунки з Мілловоєм.
У 1902 році Гонн прийняла католицизм (ірландці-католики були запеклими борцями за незалежність Ірландії) і відмовила в шлюбі Єйтсу, вважаючи його недостатньо радикальним у визвольній боротьбі Ірландії.
Мод Гонн мала короткий шлюб з майором Джоном мак Брайдом. Народивши сина Шона, розлучилась. Прізвище Брайда стала носити тільки після його страти британською владою за участь у Великодньому повстанні.

## Революційна діяльність
Після смерті батька Мод Гонн у Франції боролася за незалежність Ірландії і повернення Ельзасу і Лотарингії до Франції з Люсьєном Міллвоєм. Повернувшись до Ірландії, невпинно боролася за звільнення ірландських політичних в'язнів.
У 1891 році ненадовго приєдналася до Герметичного Ордену Золотої Зорі, організації містиків, з якою Єйтс був теж пов'язаний. 
Протягом 1890-х років Мод Гонн подорожувала по Англії, Уельсу, Шотландії та США, виступала за незалежність Ірландії.
У 1900-х роках разом з іншими добровольцями боролася за збереження ірландської культури в період британської колонізації. У своїй автобіографії Мод Гонн писала: «Я завжди ненавиділа війну, і я за своєю природою і філософією є пацифісткою, але це англійська окупація змушує нас до війни за свободу, і перший принцип війни — вбити ворога».
У 1897 році разом з Єйтсом та Артуром Гріффітом організувала протести проти святкування ювілею королеви Вікторії. У 1900 році Гонн заснувала організацію «Дочки Ірландії» (ірл. Inghinidhe na hÉireann) — жіночу організацію, що боролась за незалежність ірландії. 
У 1902 році зіграла роль Кетлін у п'єсі Єйтса «Дочка Хулігана» (ірл. Ní Houlihan). Героїня Гонн тужить за Ірландією, що поневолена англійцями.
Єйтс присвятив Гонн багато віршів («Це Руд Нокінг», «Ед жадає одягу Неба»), п'єси «Графиня Кетлін» і «Кетлін Ні Хуліган». У книзі «Останні вірші» Мод Гонн називалася Роуз, Оленою Троянською (вірш «Немає другої Трої»), Ледою («Леда і лебідь»), Кетлін Ні Хуліган, Афіною Палладою і Дейдрою.